# Steen van Tyr
De steen van Tyr is een burcht in de serie Het Rad des Tijds geschreven door de Amerikaanse auteur Robert Jordan. Deze serie gaat over de herrezen draak Rhand Altor. Rhand moet de wereld redden van de Duistere en zijn Verzakers. 
De steen van Tyr ligt in Tyr en is een grote stenen burcht die het zwaard Callandor herbergt. Dit zwaard is een Sa'angreal. De burcht zal alleen vallen voor de ware herrezen draak, volgens de voorspellingen van de draak. De Aiel helpen Rhand met het veroveren van de steen. 
In het hart van de steen komen elk jaar de hoogheren van Tyr samen. Deze willen er alles aan doen om de steen niet te laten vallen en hebben daarom ook een grote angst voor geleiders en een hekel aan Aes Sedai.